# Bomi (Chiny)
Bomi (tyb. སྤོ་མེས་རྫོང།སྤོ་སྨད་རྫོང་, Wylie: sPo mes rDzong, ZWPY Bomê Zong; chiń. upr. 波密县; pinyin Bōmì Xiàn) – powiat w zachodnich Chinach, w prefekturze miejskiej Nyingchi, w Tybetańskim Regionie Autonomicznym. W 1999 roku powiat liczył 27 169 mieszkańców.